# Czeruchy
Czeruchy – przystanek kolejowy w Pniewie-Czeruchach, w województwie mazowieckim, w Polsce.

## Ruch pasażerski[1]
| Rok  | Wymiana pasażerska na dobę |
| ---- | -------------------------- |
| 2017 | 20-49                      |
| 2018 | 20-49                      |
| 2019 | 50-99                      |
| 2020 | 20-49                      |
| 2021 | 20-49                      |
| 2022 | 50-99                      |
| 2023 | 50-99                      |